# NGC 6058
NGC 6058 – mgławica planetarna położona w gwiazdozbiorze Herkulesa. Została odkryta 18 marca 1787 roku przez Williama Herschela.